# Andreas Mucke

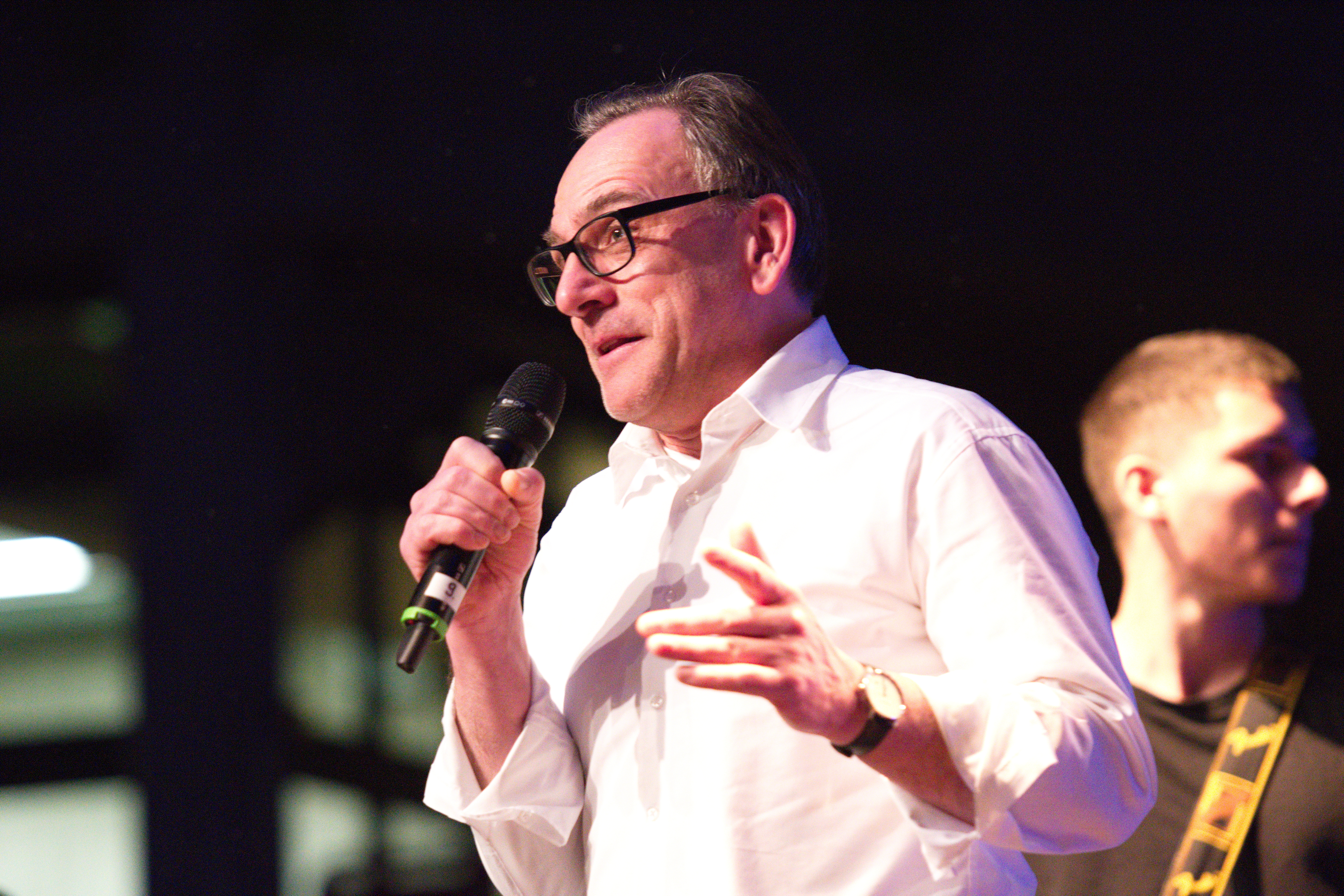
Andreas Mucke (Januar 2017)

Andreas Mucke (* 18. September 1966 in Wuppertal) ist ein deutscher Politiker (SPD) und ehemaliger Oberbürgermeister der nordrhein-westfälischen Großstadt Wuppertal im Bergischen Land.

## Leben
Nach dem Abitur auf dem Gymnasium Bayreuther Straße begann er ein Studium der Ingenieurwissenschaft Sicherheitstechnik, Schwerpunkt Umweltschutztechnik, an der Gesamthochschule Wuppertal, das er mit Diplom abschloss. Anschließend war er bei der Forschungsgemeinschaft Werkstoffe und Werkzeuge in Remscheid tätig und leitete von 2000 bis 2011 den Bereich Vertrieb Privat- und Gewerbekunden der Wuppertaler Stadtwerke. Im Juli 2011 wechselte er als Geschäftsführer zur Wuppertaler Quartierentwicklungs GmbH. Am 30. Oktober 2015 verabschiedete sich Mucke aus dem Ensemble des TiC-Theaters, für das er jahrelang tätig war.
Seit Februar 2021 ist Andreas Mucke Geschäftsführer des von der Wuppertalbewegung initiierten Projekts Circular Valley.
Mucke ist Vater von drei Söhnen.

## Politik

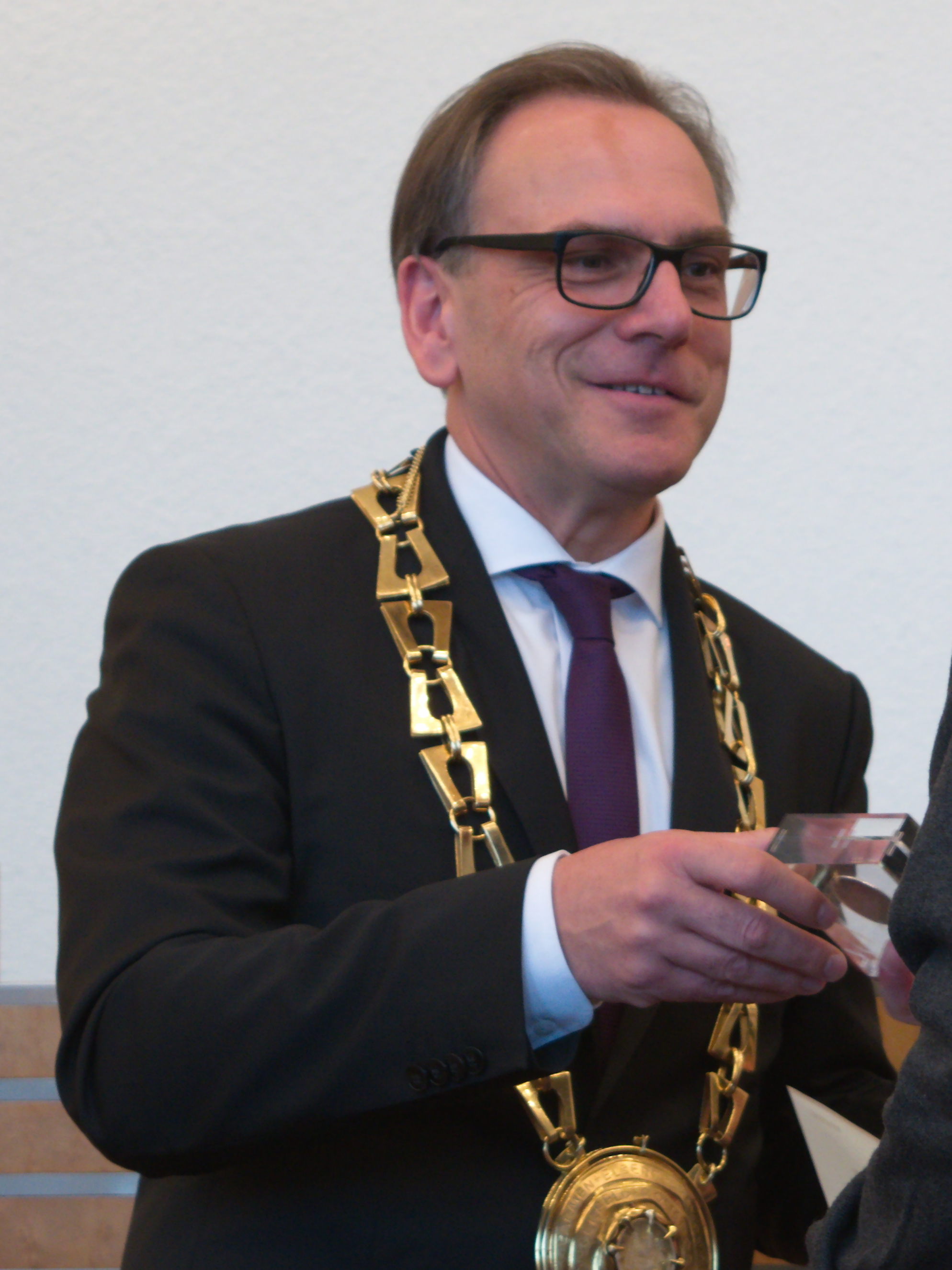
Andreas Mucke (Januar 2016)

Andreas Mucke trat im Jahr 1982 der SPD bei und betätigte sich in verschiedenen Funktionen: Er gehörte von 1988 bis 1992 dem Studierendenparlament und dem Konvent der Universität an und war von 1990 bis 1994 Wuppertaler Juso-Vorsitzender. Von 1994 bis 2011 war Mucke Mitglied des Stadtrats und bekleidete u. a. die Funktion des stellvertretenden Fraktionsvorsitzenden. Fachpolitisch war er sozial- und jugendpolitischer sowie umweltpolitischer Sprecher der Fraktion.
Am 27. September 2015 wurde Andreas Mucke in einer Stichwahl mit 59,70 % zum Oberbürgermeister der Stadt Wuppertal gewählt und schlug den Amtsinhaber und Kandidaten der CDU Peter Jung (40,30 %).
Im Jahr 2020 unterlag er in der Stichwahl dem Kandidaten der Grünen/CDU Uwe Schneidewind (53,5 %) und konnte sich so nicht für eine zweite Amtszeit qualifizieren.